# Comité de Apoio à Reconstrução do Partido (marxista-leninista)
O Comité de Apoio à Reconstrução do Partido (marxista-leninista) [(CARP(ML)] foi uma organização marxista-leninista que foi fundada no início de 1973 em Itália, impulsionada por elementos ligados a O Bolchevista e ao Comité de Apoio à Luta do Povo Português (CALPP) e presos políticos acabados de sair da prisão como Fernando Moura, Fernando dos Reis Júnior ou Sérgio d’Espiney.

## História
Com o 25 de Abril de 1974, Francisco Martins Rodrigues, Rui d’Espiney e João Pulido Valente, fundadores da Frente de Acção Popular (FAP), do Comité Marxista-Leninista Português (CMLP) e figuras históricas da esquerda marxista-leninista, integram o Comité de Apoio à Reconstrução do Partido (marxista-leninista) [CARP (m-l)]. Durante o processo revolucionário, CARP (m-l), Unidade Revolucionária Marxista-Leninista (URML) e Comités Comunistas Revolucionários (Marxistas-Leninistas) [CCR (m-l)] formariam a Organização para a Reconstrução do Partido Comunista (marxista-leninista) [ORPC (m-l)] e, em Dezembro de 1974, a União Democrática Popular (UDP), frente eleitoral do Partido Comunista Português (Reconstruído) [PCP (R)].